# 3-甲基胆蒽
3-甲基胆蒽是一种具有强致癌性的稠环芳烃，化学式为C21H16，是胆蒽的3号位的氢被甲基取代的产物，它一般简写为3-MC或MCA。它是浅黄色晶体，可以从苯和醚中结晶出来。